# هنری بندل
هنری بندل inc (انگلیسی: Henri Bendel) در سال 1895 تاسیس شد شرکت تولید محصولات زنانه بود. بندل یک فروشگاه عرضه وسایل زنانه در نیویورک بود که محصولاتی مثل کیف زنانه. جواهرات. و اکسسوریهای زنانه. عطر و هدایای لاکچری را با برند هنری بندل به فروش میرسانده است